# Oswald Bertram
Gustav Oswald Bertram (* 15. Oktober 1827 in Ermsleben; † 10. April 1876 in Halle (Saale)) war ein deutscher Buchhändler, Verleger und Drucker. Bertram war Inspektor der Cansteinschen Bibelanstalt und Administrator der Buchhandlung des Waisenhauses der Franckeschen Stiftungen sowie Stadtverordneter in Halle an der Saale. 

## Leben
Bertram wurde als Sohn eines Ermslebener Einnehmers geboren. Er verlor seinen Vater aber schon mit fünf Jahren. Durch Vermittlung seines Onkels, der Bürgermeister der Stadt Wettin war, wurde er Ostern 1838 als Schüler in die Schule des Waisenhauses der Franckeschen Stiftungen in Halle aufgenommen, wo er bis Ostern 1846 unterrichtet wurde. Im Anschluss absolvierte er dort die lateinische Hauptschule. Seinem Wunsch, ein Studium aufzunehmen, konnte er gesundheitsbedingt nicht folgen, er begann eine Ausbildung zum Buchhändler in der Buchhandlung des halleschen Waisenhauses. Dort war er bis 1850 als Lehrling beschäftigt, übernahm aber auch schon die Aufgaben eines Gehilfen. Nachdem er ein Jahr in Berlin und ein weiteres in Leipzig als Gehilfe gearbeitet hatte, erwarb er 1852 die Luckhardtsche Sortiments-Buchhandlung in Kassel. 
Im Juli 1858 musste die Stelle des Administrators des Verlags und der Buchhandlung des Waisenhauses neu besetzt werden. Das Direktorium der Franckeschen Stiftungen wünschte die Einstellung von Bertram, der nach dem Verkauf seiner Kasseler Buchhandlung im Oktober 1858 die Aufgabe übernahm. In der verlagseigenen Druckerei erlernte er zunächst das Drucker- sowie Schriftsetzerhandwerk und konnte das zu dieser Zeit vorgeschriebene Examen zum selbständigen Druckereibetrieb vor der Behörde in Merseburg mit Erfolg ablegen. Seine Kenntnisse fasste er 1875 in dem Werk Manuskript und Korrektur zusammen. Nach der Anschaffung einer Dampfmaschine konnte die Produktivität und Qualität der Druckereierzeugnisse deutlich gesteigert werden. Die Druckerei war auf Ausstellungen sehr erfolgreich und erhielt in der Folge zahlreiche Aufträge, auch aus Frankreich und England.    
Als Inspektor der zu den Franckeschen Stiftungen gehörenden Cansteinschen Bibelanstalt förderte er den Neudruck der auf dem Stuttgarter Kirchentag 1857 angeregten Revision der Lutherischen Übersetzung des Neuen Testaments. Anlässlich des 200. Geburtstages von August Hermann Francke 1863 verfasste er die Schrift Geschichte der Cansteinschen Bibelanstalt in Halle, die er auch selbst herausgab. Das Werk erlebte noch zu seinen Lebzeiten mehrere Auflagen. Ein weiteres Ziel seiner Arbeit war die Vergrößerung des Buchverlags der Waisenhausbuchhandlung. Unter seiner Leitung wurden Titel speziell für die Jugend, die Jugendbibliothek, verlegt und er erwarb die Keckschen Lesebücher für Volksschulen. Auf Grund seines engen Umgangs mit den Professoren und Dozenten der Halleschen Universität konnten auch deren Werke im Verlag des Waisenhauses veröffentlicht werden, das betraf vor allem Titel auf dem Gebiet der Geschichte, Linguistik und Germanistik.
Bertram, der Vorsitzender des Thüringisch-Sächsischen Kreisvereins des Deutschen Buchdruckervereins war, unterstützte ab 1870 die Bestrebungen der Buchdruckergehilfen nach einem Normallohntarif. Er war Mitarbeiter bei dem Statutenentwurf der Zentralunterstützungskasse des deutschen Buchdruckervereins und der Invaliden- und Witwenkasse für die Gehilfen der Halleschen Druckereien. Bertram wurde Vorstandsmitglied im Börsenverein des deutschen Buchhandels und war 1876 als Vertreter des Deutschen Buchdruckervereins Sachverständiger bei der vom preußischen Kultusminister Adalbert Falk einberufenen Konferenz zur Feststellung der deutschen Orthographie. Für die Stadt Halle war er als Stadtverordneter tätig.
Oswald Bertram starb am 10. April 1876 morgens, im Alter von 48 Jahren, in Halle an Tuberkulose. Er wurde am 13. April 1876 auf dem Friedhof in Stecklenberg im Harz bestattet, wie er es testamentarisch verfügt hatte. In Stecklenberg besaß er ein Grundstück, das er noch kurz vor seinem Tod erwarb.

## Veröffentlichungen (Auswahl)
- Geschichte der Cansteinschen Bibelanstalt in Halle. Verlag der Buchhandlung des Waisenhauses, Halle 1863 (Digitalisat.)
- Manuskript und Korrektur. 1875.
- Verhandlungen der zur Herstellung größerer Einigung in der deutschen Rechtschreibung berufenen Konferenz. Verlag der Buchhandlung des Waisenhauses, Halle 1876.